# Herefordshire and Shropshire (circonscription du Parlement européen)
Avant l’adoption uniforme de la représentation proportionnelle en 1999, le Royaume-Uni utilisait le système uninominal à un tour pour les élections européennes en Angleterre, en Écosse et au pays de Galles. Les conscriptions du Parlement européen utilisées dans ce système étaient plus petites que les circonscriptions régionales les plus récentes et ne comptaient chacune qu'un seul membre au Parlement européen.
La circonscription de Herefordshire and Shropshire en faisait partie.
Il s'agissait des circonscriptions électorales du Parlement de Westminster, à savoir Hereford, Leominster, Ludlow, North Shropshire, Shrewsbury and Atcham, The Wrekin et Wyre Forest.
David Hallam, du labour, a été le seul MEPs de cette circonscription durant toute son existence. Son élection en 1994 a été quelque peu surprenante, la région étant généralement présumée conservatrice.

## Membre du Parlement européen
| Election                    | Election | Membre       | Parti  |
| --------------------------- | -------- | ------------ | ------ |
|                             | 1994     | David Hallam | Labour |
| 1999 circonscription abolie |          |              |        |

## Résultats des élections
Les candidats élus sont indiqués en gras.
| Parti         | Parti                                  | Candidat              | Voix    | %    | ± |
| ------------- | -------------------------------------- | --------------------- | ------- | ---- | - |
|               | Travailliste                           | David Hallam          | 76,120  | 36,7 | ' |
|               | Conservateur                           | Sir Christopher Prout | 74,270  | 35,8 |   |
|               | Libéral Démocrate                      | J.Y. Gallagher        | 44,130  | 21,2 |   |
|               | Green                                  | Miss F.M. Norman      | 11,578  | 5,6  |   |
|               | Natural Law                            | T.W. Mercer           | 1,480   | 0,7  |   |
| Majorité      | Majorité                               | Majorité              | 1,850   | 0,9  |   |
| Participation | Participation                          | Participation         | 207,578 |      |   |
|               | Travailliste vainqueur (nouveau siège) |                       |         |      |   |